# 舒展桿

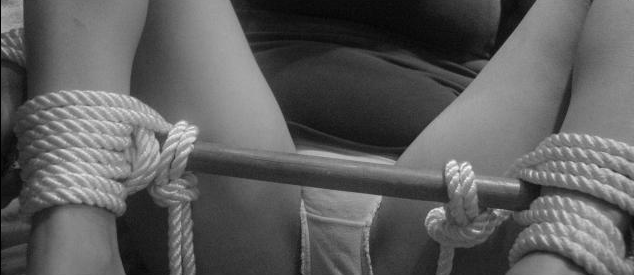
一名女性正在使用舒展桿

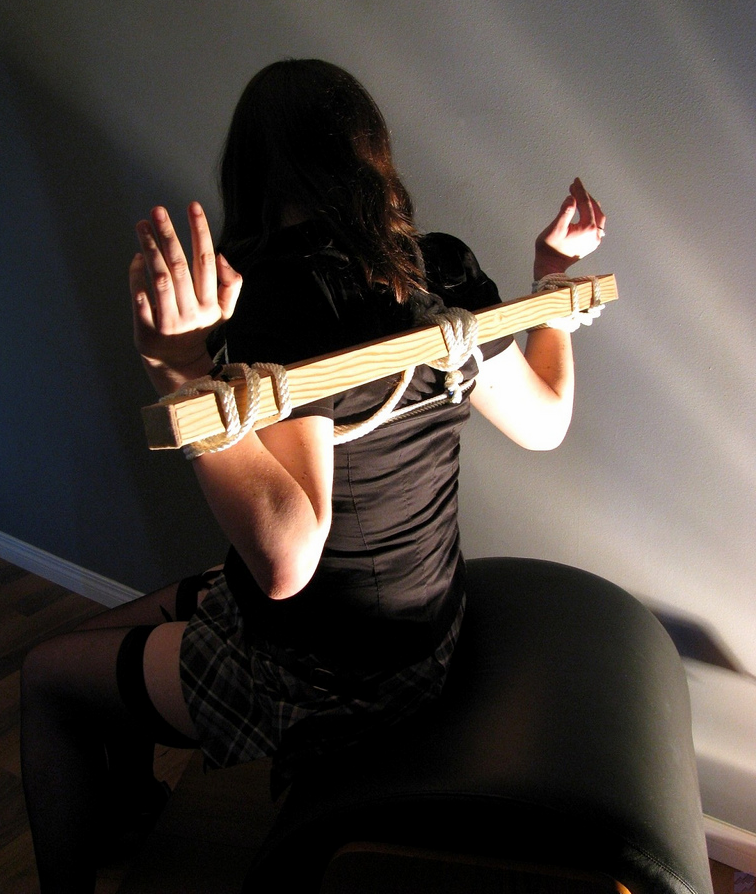
手腕的舒展桿

舒展杆（Spreader bar）是一种用金属或木条制成的绑缚器具，在每一端都有束缚物的连接点。它可以拴住两个手腕、脚踝或膝盖来让它们保持分离。它们被用于绑缚游戏，有时由于卧室绑缚，通常还和其它的一些绑缚器具结合在一起使用。
当舒展杆用于手腕时，它使受支配者的两条手臂伸展开而远离身体，让支配者能够毫无阻碍地对受支配者的躯干做他想做的事。当舒展杆用于脚踝或膝盖之间时，它阻止了受支配者的几乎一切行动（除极笨拙的行走外）而将其固定，并且使受支配者的两腿伸展开，让支配者能够毫无阻碍地对受支配者的两腿分叉处以及整个躯干做他想做的事。如果舒展杆同时用于膝盖和脚踝之间，受支配者也许会被迫弯曲膝关节，让行走更加困难。一对舒展杆还能够使受支配者保持在翔鹰体位。
舒展杆可能被单独地拴在受支配者身上，也可能同时被拴在家具、地板或者悬挂绑缚的器具上。自制的舒展杆可以用销钉、竹竿和橱内横杆制成。

## 安全

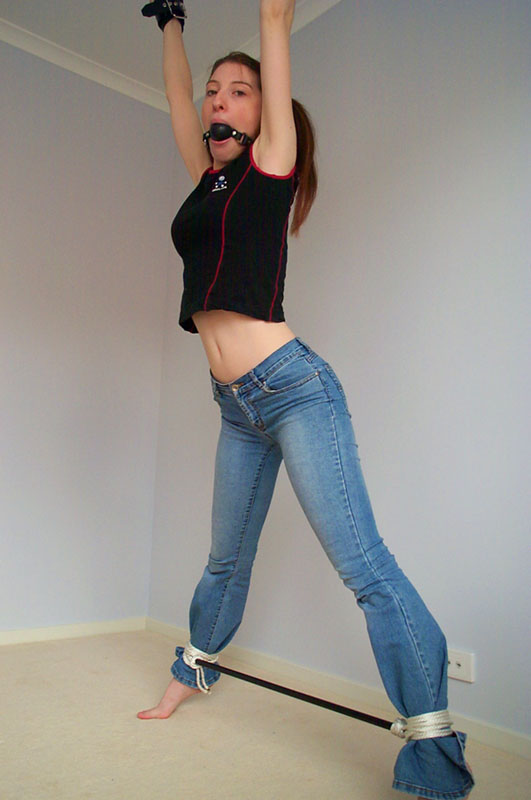
一个女性的腿被拴在她脚踝的舒展杆分开；她同时还戴着一个球形口塞

当舒展杆被用在腿上时，要注意不要把两腿分得太开，避免造成肌肉拉伤。另外，当一个人躺着被舒展杆拴着脚踝时，要注意不要对大腿和臀部施加太大的压力，比如在性交中，那样能使其受伤。